# Municipalità locale di Karoo Hoogland
Karoo Hoogland è una municipalità locale (in inglese Karoo Hoogland Local Municipality) appartenente alla municipalità distrettuale di Namakwa della provincia del Capo Settentrionale in Sudafrica. 
In base al censimento del 2001 la sua popolazione è di 10.505 abitanti.
La sede amministrativa e legislativa è la città di Williston e il suo territorio si estende su una superficie di 29.396 km² ed è suddiviso in 4 circoscrizioni elettorali (wards). Il suo codice di distretto è NC066.

## Geografia fisica

### Confini
La municipalità locale di Karoo Hoogland confina a nord, con il District Management Areas NCDMA06, a est con quelle di Kareeberg, Ubuntu (Pixley ka Seme), a est e a sud con quella di Beaufort West (Central Karoo/Provincia del Capo Occidentale), a sud con quella di Laingsburg (Central Karoo/Provincia del Capo Occidentale) e a ovest con quella di Hantam e con il District Management Areas WCDMA02.

### Città e comuni
- Fraserburg
- Sutherland
- Williston

### Fiumi
- Brak
- Damfontein se
- Dorps
- Driefontein se
- Droe
- Elands
- Elandsfontein se
- Gansvlei
- Houthoek
- Karee
- Kareebergleegte
- Klein - Riet
- Klein – Sak
- Klein – Vis
- Knoffelhoeks
- Koekemoers
- Leenderts
- Malansgat
- Meintjiesplaas
- Muishond
- Nuweveld
- Ploegfontein se Leegte
- Portugals
- Renoster
- Riet
- Rietfontein
- Sak
- Sout
- Tankwa
- Teekloof
- Tulbaghlaagte
- Vis
- Visrivier – Oos
- Visrivier - Wes
- Wielkolkslaagte
- Wilgebos
- Witleegte
- Wolwe

### Dighe
- Van Der Merwe Dam
- Vonkfontein Dam